# Občina Tabor
Občina Tabor je jednou z 212 občin ve Slovinsku. Nachází se v Savinjském regionu na území historického Dolního Štýrska. Občinu tvoří 8 sídel, její rozloha je 34,8 km² a k 1. lednu 2017 zde žilo 1 647 obyvatel. Správním střediskem občiny je vesnice Tabor.

## Geografie
Povrch občiny je převážně kopcovitý, na sever zasahuje nížina rozkládající se podél řeky Savinji. Nadmořská výška se pohybuje v rozmezí 296 metrů na severu až po 1 205 metrů (Črni vrh) na jihozápadě. Severním cípem občiny prochází dálnice A1.

## Členění občiny
Občina se dělí na sídla: Črni Vrh, Kapla, Tabor, Loke, Miklavž pri Taboru, Ojstriška vas, Pondor.

## Sousední občiny
Sousedními občinami jsou: Braslovče na severu, Prebold na východě, Trbovlje a Zagorje ob Savi na jihu a Vransko na západě.